# Kalina Krassnaja – Roter Holunder
Kalina Krassnaja – Roter Holunder ist ein sowjetischer Spielfilm von Wassili Schukschin aus dem Jahr 1974. Er beruht auf der gleichnamigen Erzählung des Regisseurs, der zudem die männliche Hauptrolle im Film übernahm.

## Handlung
Nach fünf Jahren Haft wird der Dieb Jegor Prokudin, genannt „Pechkopf“, aus dem Gefängnis entlassen. Während der Zeit der Gefangenschaft hat er sich mit Ljuba Baikalowa Briefe geschrieben; beide haben sich noch nie gesehen und Ljuba vermutet, dass Jegor nur wegen eines Missverständnisses ins Gefängnis kam. Sie lädt ihn zu sich aufs Dorf ein. Jegor begibt sich zuerst zu seinen kriminellen Freunden, doch gerät er dort in eine Razzia und kann gerade so entkommen. Er fährt nun zu Ljuba aufs Land.
Auf dem Dorf wird bald bekannt, dass Ljuba einen Kriminellen in die Gemeinschaft eingebracht hat. Misstrauen erwartet Jegor und von Seiten von Ljubas Eltern Angst. Auch Ljuba erkennt, dass Jegor nicht der poetische Mensch ist, den sie in seinen Briefen kennengelernt hat. Sie gibt ihm eine Woche, um sich im Dorf zu sozialisieren. Anschließend kann er in sein altes Leben zurückkehren. Jegor jedoch gelingt es, sich in das Dorfleben einzugliedern. Er wird zunächst Chauffeur und später Traktorist. Er hat Geld gespart, das er in der Stadt anlegt und Ljuba weiß, dass sie zu ihm halten wird, weil er ihr leidtut.
Als ein früherer Kumpan im Dorf erscheint, um Jegor Anweisungen vom früheren Boss zu überbringen, jagt Jegor ihn davon. Er will alle Verbindungen zu seinem früheren Leben abbrechen und im Dorf sesshaft werden. Als er eines Tages wieder mit dem Traktor die Felder pflügt, erscheint die gesamte Gang von früher. Jegor stellt sich ihnen und wird von einem der Kriminellen erschossen. Er stirbt in Ljubas Armen. Für sie bleiben nur die Briefe als Trost, die Jegor ihr aus dem Gefängnis geschrieben hat.

## Produktion
Kalina Krassnaja – Roter Holunder wurde unter anderem in Wologda und Belosersk gedreht. In einer Schlussszene des Films ist die Kirche von Krochino zu sehen. Der Film lief am 25. März 1974 in der Sowjetunion an und war im gleichen Jahr auch im Rahmen der Tage des sowjetischen Films in einer personalen Retrospektive des Regisseurs Schukschin in der DDR zu sehen. Er kam offiziell am 26. September 1975 unter dem Titel Roter Holunder in die Kinos der DDR. Am 8. August 1976 lief er erstmals im Fernsehen der DDR. Icestorm veröffentlichte den Film 2008 auf DVD.

## Synchronisation
Den Dialog der DEFA-Synchronisation schrieb Harald Thiemann, die Regie übernahm Margot Spielvogel.
| Rolle                  | Darsteller                     | Synchronsprecher        |
| ---------------------- | ------------------------------ | ----------------------- |
| Ljuba                  | Lidija Fedossejewa-Schukschina | Johanna Clas            |
| Jegor Prokudin         | Wassili Schukschin             | Fred Düren              |
| Ljubas Vater           | Iwan Ryschow                   | Helmut Müller-Lankow    |
| Ljubas Mutter          | Marija Skworzowa               | Lotte Loebinger         |
| Pjotr                  | Alexei Wanin                   | Dietmar Richter-Reinick |
| Soja                   | Marija Winogradowa             | Evamaria Bath           |
| Jegors Mutter          | Efimia Bystrowa                | Trude Brentina          |
| Untersuchungsrichterin | Schanna Prochorenko            | Irmelin Krause          |
| Kellner                | Lew Durow                      | Klaus Mertens           |
| Kolja                  | Anatoli Gorbenko               | Lutz Riemann            |

## Kritik
Für Renate Holland-Moritz war Kalina Krassnaja – Roter Holunder „ein Kino-Ereignis“. Sie befand, dass die Szenen der ersten Begegnung zwischen Ljuba und Jegor sowie das Zusammentreffen Jegors mit Ljubas Eltern „zum Bewegendsten [gehören], das je in einem Gegenwartsfilm geschaffen wurde. Vor unseren Augen enthüllt sich, ohne einen Hauch von Pathetik und Sentiment, die ganze Skala menschlicher Empfindungen: Güte, Verständnis, Hilfsbereitschaft, Angst, Voreingenommenheit, Kleinmut.“
Der film-dienst nannte den Film „ein Plädoyer gegen Ausgrenzung und für die Wiedereingliederung Straffälliger. Die frische Art, für Menschlichkeit einzutreten, verschaffte Regisseur und Autor Schukschin auch internationale Beachtung.“
Cinema fasste zusammen: „In der UdSSR einst ein Hit, heute angegraut“.

## Auszeichnung
Kalina Krassnaja – Roter Holunder lief auf den Internationalen Filmfestspielen Berlin 1975 im Wettbewerb um den FIPRESCI-Preis, den Interfilm-Preis sowie den OCIC-Preis.

## Rezeption
- Wassili Schukschin. Kalina Krasnaja. Nacherzählt von Harald Thiemann, Dialog (Buchreihe), Berlin 1976